# Boknasundbroen
59°13′23″N 005°27′34″Ø / 59.22306°N 5.45944°Ø
Boknasundbroen eller Boknasundbrua er en 385 meter lang cantileverbro på Europavej E39. Broen krydser Boknasundet mellem øerne Vestre Bokn og Austre Bokn. Den blev åbnet i 1991.

## Eksterne kilder og henvisninger
- Structurae: Boknasund Bridge